# Крене-пре-Труа
Крене́-пре-Труа́ (фр. Creney-près-Troyes) — коммуна во Франции, находится в регионе Шампань — Арденны. Департамент — Об. Входит в состав кантона Труа-2. Округ коммуны — Труа.
Код INSEE коммуны — 10115.
Коммуна расположена приблизительно в 145 км к юго-востоку от Парижа, в 75 км южнее Шалон-ан-Шампани, в 6 км к северо-востоку от Труа.

## Население
Население коммуны на 2008 год составляло 1566 человек.
| 1962 | 1968 | 1975 | 1982 | 1990 | 1999 | 2008 |
| ---- | ---- | ---- | ---- | ---- | ---- | ---- |
| 696  | 718  | 1229 | 1587 | 1550 | 1421 | 1566 |

## Экономика

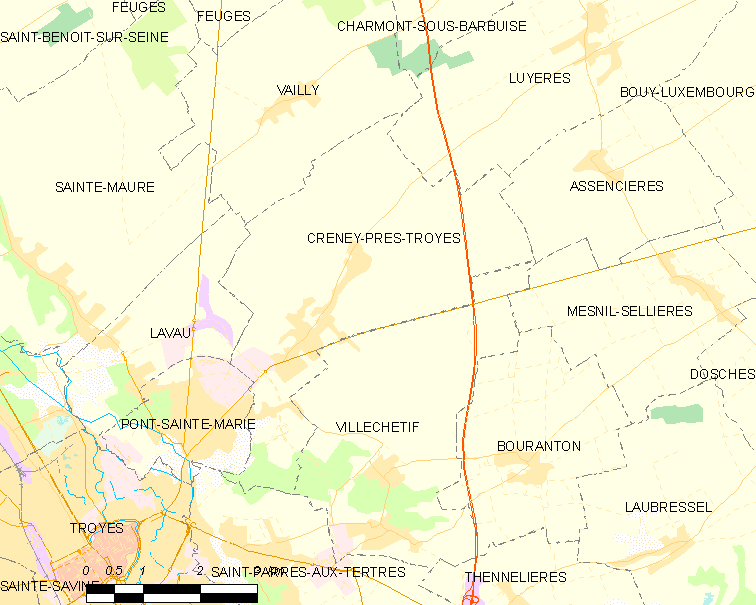
Карта коммуны

В 2007 году среди 985 человек в трудоспособном возрасте (15—64 лет) 693 были экономически активными, 292 — неактивными (показатель активности — 70,4 %, в 1999 году было 70,5 %). Из 693 активных работали 654 человека (340 мужчин и 314 женщин), безработных было 39 (16 мужчин и 23 женщины). Среди 292 неактивных 69 человек были учениками или студентами, 168 — пенсионерами, 55 были неактивными по другим причинам.

## Достопримечательности
- Церковь. Памятник истории с 1907 года[3]